# بيل جاكوبسون
بيل جاكوبسون (بالإنجليزية: Bill Jacobson)‏ هو مصور أمريكي، ولد في 1955 في نورتش في المملكة المتحدة.